# La Brillanne
La Brillanne is een gemeente in het Franse departement Alpes-de-Haute-Provence (regio Provence-Alpes-Côte d'Azur). De plaats maakt deel uit van het arrondissement Forcalquier. La Brillanne telde op 1 januari 2022 1.114 inwoners.

## Geografie
De oppervlakte van La Brillanne bedroeg op 1 januari 2022 7,22 vierkante kilometer; de bevolkingsdichtheid was toen 154,3 inwoners per km².
De onderstaande kaart toont de ligging van La Brillanne met de belangrijkste infrastructuur en aangrenzende gemeenten.

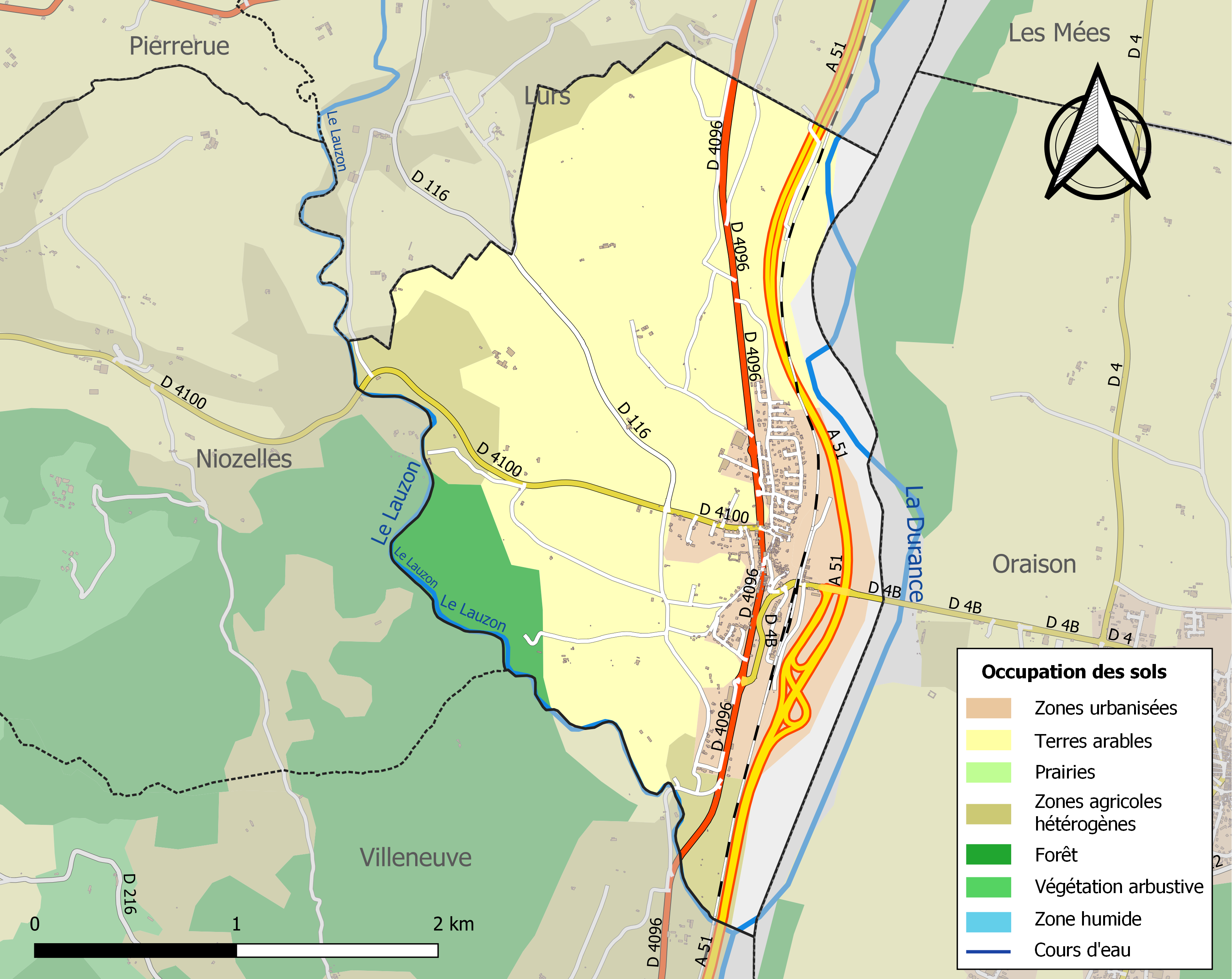

## Verkeer en vervoer
In de gemeente ligt spoorwegstation La Brillanne-Oraison.

## Demografie
Onderstaande figuur toont het verloop van het inwonertal (bron: INSEE-tellingen).
Vanwege een beveiligingsprobleem met de MediaWiki Graph-software is het momenteel niet mogelijk deze grafiek weer te geven. Zodra de software is bijgewerkt zal de grafiek vanzelf weer zichtbaar worden.